# Теплогенератор
Теплогенератор — сукупність пристроїв і механізмів для виробництва теплової енергії у вигляді водяної пари, гарячої води або підігрітого повітря на основі перетворення різних видів енергії (хімічної, випромінювання, електричної та ін.) в теплову. Застосовується в промисловості, транспорті та побуті для індивідуального опалення та гарячого водопостачання приміщень або невеликих будівель різного призначення.

## Методи виробництва теплової енергії
1. Спалювання органічного палива в окисному середовищі, заснований на використанні теплоти екзотермічних хімічних реакцій.
2. Самокерована ланцюгова ядерна реакція поділу важких ядер трансуранових елементів.
3. Перетворення електричної енергії на теплову.
4. Перетворення сонячної енергії на теплову.
5. Використання теплоти геотермальних вод.
6. Перетворення теплової енергії теплоносія з низьким енергетичним потенціалом на високопотенційну теплову енергію іншого теплоносія з витратами деякої кількості інших видів енергії, що підводяться ззовні (наприклад, теплові насоси, що використовують електроенергію)[1]

## Улаштування теплогенератора на основі спалювання органічного палива

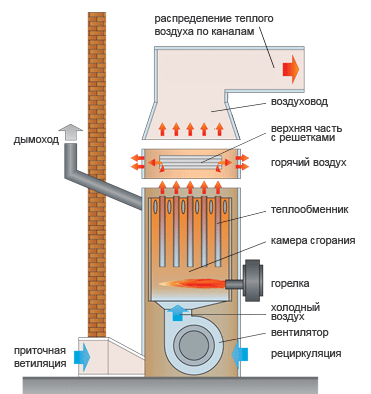
Теплогенератор

Як правило, теплогенератор складається з камери згоряння з повітряним теплообмінником, пальника та вентилятора відцентрового або осьового. Паливом для теплогенератора може служити природний газ, дизельне пальне або відпрацьоване масло залежно від типу пальника, так само виробляються теплогенератори на твердому паливі дровах, вугіллі, гранулах, деревних відходах.
Гарячі гази, отримані в камері згоряння, направляються в теплообмінник і далі димохід. Теплообмінник, своєю чергою, обдувається повітряним потоком, що створює вентилятор, нагріваючи його. Нагріте повітря розподіляється по приміщенню через ґрати в корпусі теплогенератора або через систему підключених до нього вентиляційних каналів.
При цьому досягається збільшення температури повітря, що подається на 20—70 К (для спец. задач до 150), що дозволяє влаштовувати на базі теплогенераторів також і системи припливної вентиляції приміщень.
Теплова потужність теплогенераторів лежить у діапазоні від 20 до 2000 кВт. Приблизно до 300 (400) кВт теплогенератори виготовляються в єдиному корпусі, від 350 (400) кВт теплогенератори для транспортування поділяють на секцію нагріву (теплообмінника) та секцію вентиляторів.
Статичний тиск на виході із теплогенератора визначається потужністю вентилятора. Залежно від навантаження (вентиляційної системи) статичний тиск може бути різним і лежить в діапазоні від 100 до 2000 Па (залежить від параметрів вентилятора).
Для роботи в системах припливної вентиляції, теплогенератор може оснащуватися камерою згоряння та теплообмінником з нержавіючої сталі та пристроєм відведення конденсату. Це необхідно, якщо теплообмінник сильно охолоджується (при температурі продуктів згоряння на виході після теплообмінника нижче 140—160°C). При постійній (номінальній) витраті повітря, підвищене охолодження теплообмінника може відбуватися шляхом холодного повітря на вході перед теплообмінником (нижче 0°C) або шляхом зниження теплової потужності нижче 60—65 % максимальної паспортної (номінальної) навіть при роботі на 100 % рециркульованому повітрі.

## Застосування
Теплогенератори застосовують, в основному, для організації повітряного опалення та вентиляції промислових, торгових та складських приміщень великого обсягу, сушіння матеріалів та інших технологічних процесів, що вимагають подачі великих мас нагрітого повітря.
Особливе застосування теплогенератори знайшли для опалення теплиць. Ефект полягає в тому, що за допомогою теплогенератора можна опалювати теплицю та провітрювати в будь-яку погоду, а також зменшувати вологість або навпаки збільшувати, використовуючи спеціальні випарники.